# الجناح الرابع (رواية)
الجناح الرابع هي رواية خيالية جديدة للبالغين صدرت عام 2023 للمؤلفة الأمريكية ريبيكا ياروس، صدرت الرواية في 2 مايو 2023، وحققت الرواية نجاحًا كبيرًا، مما دفعها للوصول إلى المرتبة الأولى في قائمة نيويورك تايمز لأكثر الكتب مبيعا.